# Лупионополис
Лупионополис (порт. Lupionópolis) — муниципалитет в Бразилии, входит в штат Парана. Составная часть мезорегиона Северо-центральная часть штата Парана. Входит в экономико-статистический микрорегион Асторга. Население составляет 4753 человека на 2006 год. Занимает площадь 121,067 км². Плотность населения — 36,59 чел./км².
Праздник города — 11 мая.

## История
Город основан 27 января 1951 года.

## Статистика
- Валовой внутренний продукт на 2003 год составляет 23 756 518,00 реалов (данные: Бразильский институт географии и статистики).
- Валовой внутренний продукт на душу населения на 2003 год составляет 5564,89 реалов (данные: Бразильский институт географии и статистики).
- Индекс развития человеческого потенциала на 2000 год составляет 0,743 (данные: Программа развития ООН).

## География
Климат местности: субтропический. В соответствии с классификацией Кёппена, климат относится к категории Cfa.